# Agullola de la Tuta
L'Agullola de la Tuta és una muntanya de 1.142 metres que es troba al municipi de l'Esquirol, a la comarca d'Osona.